# Cooligans
Copenhagen Cooligans (startet 1994) er en fanfraktion med tilhørsforhold til den danske fodboldklub FC København. Fraktionen stod i starten på a-tribunen i PARKEN, og startskudet skulle have været "sølvkampen" i Odense for Cooligans. 
Cooligans har en anarkistiske struktur og er ikke en forening hvor man har medlemskab. De er placeret på C6 i PARKEN.
Det er i øvrigt journalist Niels Pedersen, der fandt på navnet, Cooligans.

## Misforståelser
Der har været flere misforståelser angående Cooligans, om disse skriver fraktionen på sin hjemmeside:
Ballademagere:

Det er der et meget kort svar på: Nej! Men til vores store overraskelse bliver vi af og til beskyldt i pressen og af andre fans for at være en balladegruppe. Intet kunne være længere fra sandheden. 
Autonome:

Nej. Hvis man vil lufte sine politiske holdninger, laver man et stykke politisk arbejde, man går sku ikke ind og ser en fodboldkamp. Copenhagen Cooligans er 100% upolitisk! Og mere er der egentlig ikke at sige om det. At vi så har gjort forskellige ting for at holde danske stadions fri for nazister, har ikke noget med politik at gøre. Det sku bare, hvad alle andre anstændige mennesker gør hver dag! Og at Cooligans er det sted i dansk fodbold, hvor du aldrig kommer til at høre racistiske tilråb – det kan vi kun være stolte af! 

## Links
- Cooligans's hjemmeside Arkiveret 16. december 2014 hos  Wayback Machine